# TeraSteel
TeraSteel (fosta Plastsistem) face parte din Kingspan Group, fiind unul din cei mai mari producători de panouri termoizolante cu spumă poliuretanică din România. Fabricile de producție TeraSteel sunt situate în Parcul Industrial de la Sărățel, Jud. Bistrița-Năsăud (fabrică producție panouri termoizolante), în localitatea Bistrița (fabrică de producție profile zincate) și în localitatea Leskovac, Serbia.

## Despre companie
Inființata în 1994, compania TeraSteel (fosta Plastsistem) este în prezent o subsidiară a Grupului Kingspan, după ce a fost preluat in iulie 2020 de la Grupul TeraPlast. 
TeraPlast avea în momentul înființării calitatea de acționar principal cu o participație de 17,9%, alaturi de alte persoane fizice. Compania TeraSteel a avut, pentru început, ca obiect de activitate fabricarea de produse injectate și tâmplarie PVC, precum și comercializarea de produse complementare portofoliului TeraPlast. 
În anul 2007, TeraPlast a devenit actionar majoritar cu o participație de 70,42% în compania TeraSteel, care a fost reorganizată pentru a desfașura activitați de producție de panouri termoizolante sandwich cu miez de spumă poliuretanică. 
Începand cu anul 2010, TeraPlast deține o participație de 79% în TeraSteel.
Cele 3 fabrici TeraSteel sunt situate în Parcul Industrial de la  Sărățel,jud. Bistrița-Năsăud, in orașul Bistrița și în orașul Leskovac, în Serbia. 
În cursul anului 2017 printr-o acțiune de  rebranding compania Plastsistem devine TeraSteel, noul nume reprezentând mai bine domeniul de activitate, direcțiile de dezvoltare viitoare ale companiei și apartenența la grup.

## Portofoliul de produse
Investind constant în dezvoltarea tehnologică, TeraSteel deține în portofoliul de produse atât panouri termoizolante cu spumă poliuretanică PUR cât și panouri termoizolante cu spumă poliuretanică ignifugată PIR și PIRXV, structuri și accesorii metalice, tablă cută înaltă autoportantă precum și posibilitatea de livrare de hale metalice la cheie.

## Piețe de desfacere
Având structuri logistice și informatice moderne, care permit prelucrarea și onorarea rapidă a comenzilor, TeraSteel a reușit să se dezvolte din punct de vedere comercial atât la nivel național, cât și pe piețe precum România,Ungaria,Cehia,Slovacia,Ucraina, Serbia, Bulgaria, Croatia, Albania, Grecia, Kosovo, Bosnia-Hertegovina, Muntenegru, Republica Moldova, Austria, Germania, Franta, Polonia, Belgia, Olanda, Marea Britanie, Slovenia, Elveția.

## Certificări
Compania TeraSteel a implementat și certificat Sistemul Integrat de Management al Calitătii Mediului și al Sănătății și Securitații Ocupaționale, în conformitate cu standardele adecvate SR EN ISO 9001:2008, SR EN ISO 14001:2005, SR OHSAS 18001:2008.

## Kingspan Group
- Kingspan este lider mondial în furnizarea de produse durabile de înaltă performanță pentru industria construcțiilor. Compania fondată în Irlanda, are o istorie de peste 50 de ani și 159 de unități de producție în 70 de țări.